# De Buskenblaser
De Buskenblaser (ook Buskenblazer genoemd) is een Middelnederlandse sotternie. Deze sotternie is opgeschreven in het Hulthemse handschrift, hoort bij het abele spel Gloriant en omvat 208 regels, opgesteld in rijm. 
Het verhaal werd omstreeks 1350 geschreven en de auteur is onbekend.

## Verhaal
De sotternie Buskenblazer gaat over een oudere man die zijn vrouw weer tracht te behagen, maar die hierbij door een gewiekste marktkramer bedrogen wordt, waarna (oude) conflicten tussen man en vrouw opgerakeld worden.

## Rollen
- die ierste man (De Buskenblaser)
- die ander man (De Sjacheraar)
- Sijn wijf (vrouw van de eerste man (=Buskenblaser))
- Gheert (buur van het koppel (=Buskenblaser en zijn echtgenote))

## Inhoud
Een man is op de markt op zoek naar werk, en prijst zichzelf aan als manusje-van-alles.
Hij wordt aangesproken door een sjacheraar die hem een verjongingskuur (Soudi mi connen verdriven mijn grawe hare, Ende tien jaer jongher maken van dagen, Dat ic minen wive mocht wel behagen) aanbiedt. De man trapt in de val (voor 't geld van zijn koe Si gout tien schillinc ende veertich pont). Hij krijgt een 'toverbusje' aangesmeerd waarin hij moet blazen. Een zwarte rook komt uit het busje.
De sjacheraar doet alsof de man knapper en jonger geworden is, terwijl eigenlijk alleen maar zijn gelaat zwart geworden is.
De man gaat nietsvermoedend maar trots terug naar huis, waar hij zich bij zijn vrouw aanbiedt. Deze is niet blij met de stommiteit van haar wederhelft, en roept de buur (Gheert) erbij, die de man een spiegel voorhoudt.
In de discussie die volgt (waarmee de klucht eindigt) verwijt de vrouw haar man domheid, maar de man verwijt zijn echtgenote ontrouw (Ic sach den lodder op u legghen), een beschuldiging die de vrouw haar man dan weer zeer kwalijk neemt (Swijt! hets jammer dat ghi leeft).

## Opvoeringen
- in authentieke kledij en uitspraak 
  - 2007-05-01 te Koksijde openluchtopvoering (abdij Ten Duinen).
  - 2006-09-17 te Hoeilaart openluchtopvoering tijdens de Druivenfeesten.
  - 2003-04-12 te Antwerpen opvoering ter gelegenheid van Nationaal Congres voor Geschiedenis van het Davidsfonds.
  - 2002-07-04 e.v. te Leuven opvoering in combinatie met opvoering van het abele spel Gloriant.
  - 1940-01-27 te Den Haag, opvoering door Ghesellen van den Spele onder leiding van Adriaan Hooykaas; in combinatie met opvoering van het abele spel Lanceloet van Denemarken; ter gelegenheid van een serie schoolvoorstellingen in de Koninklijke Schouwburg